# Acquario delle Cascate del Niagara
L'acquario delle Cascate del Niagara è un acquario statunitense, realizzato nel 1965, nella città di Niagara Falls, nello Stato di New York.